# Улица Победы (Ломоносов)

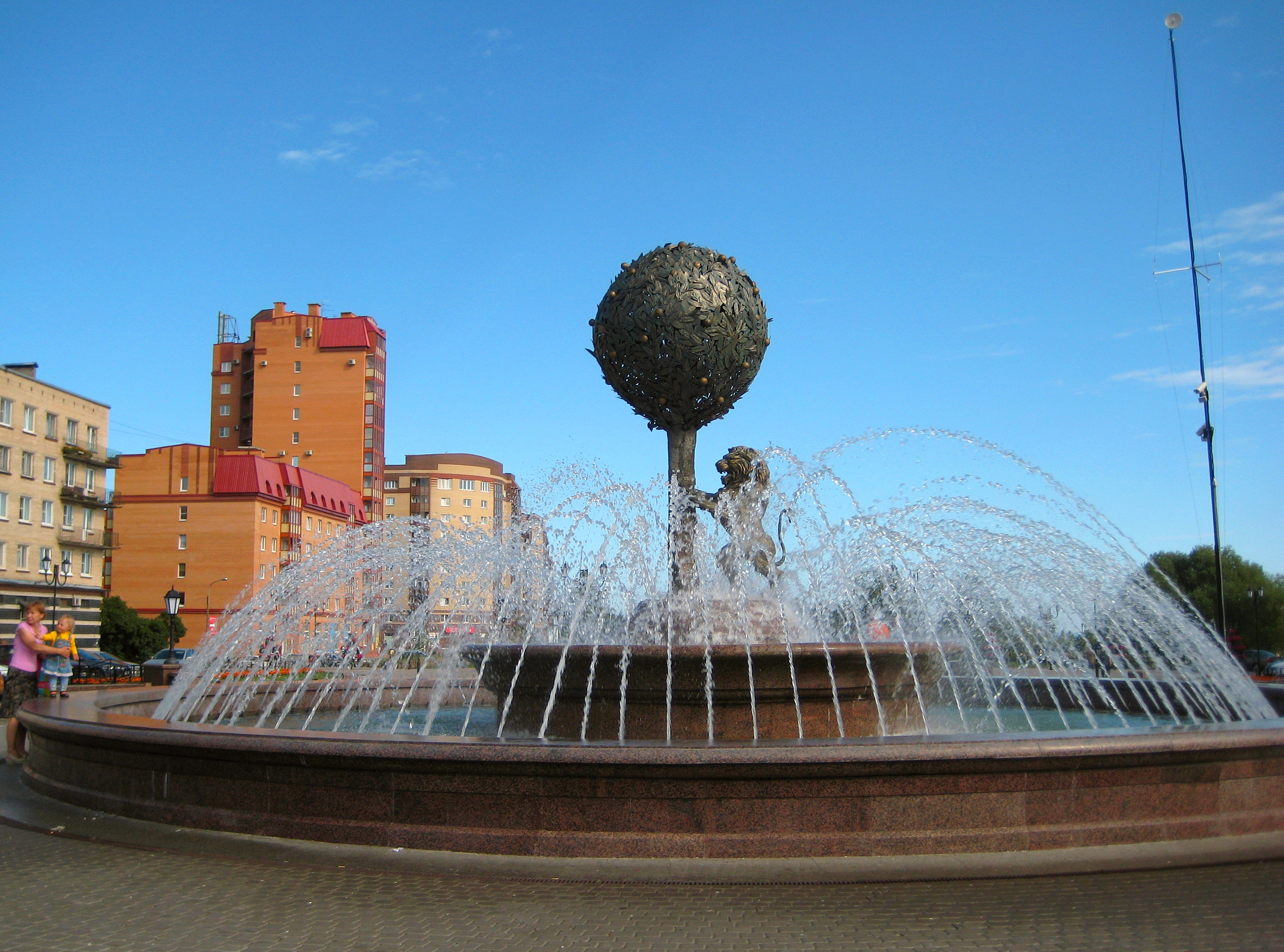
Фонтан в сквере

Улица Побе́ды — улица в городе Ломоносове Петродворцового района Санкт-Петербурга. Проходит от Александровской улицы до Полигонного переулка.
Первоначально называлась Ива́новской улицей и проходила от Александровской улицы до Швейцарской. Это наименование появилось в 1900-х годах и происходит от имени землевладельца Ивана Ивановича Илимова (Илимовской улицей была нынешняя улица Красного Флота).
В 1950-х годах улица стала Садо́вой.
В мае 1965 года в ходе очередного переименования получила название улица Победы — в связи с 20-летием победы в Великой Отечественной войне. Тогда же её продлили до улицы Федюнинского (тогда — Южное шоссе). Продление до Полигонного переулка было построено в 1980-х годах.
Улица Победы начинается от безымянного парка, в котором в перспективе улицы установлен фонтан. На участке от Александровской улицы до Красноармейской улицы представляет собой бульвар. На перекрёстке с Красноармейской образована безымянная площадь.

## Перекрёстки
- Александровская улица
- Профсоюзная улица
- Красноармейская улица
- Швейцарская улица (два перекрёстка)
- улица Скуридина
- улица Федюнинского
- Михайловская улица (два перекрёстка)